# Elaphidion irroratum
Elaphidion irroratum es una especie de escarabajo longicornio del género Elaphidion, tribu Elaphidiini, subfamilia Cerambycinae. Fue descrita científicamente por Linné en 1767.

## Descripción
Mide 9,7-30 milímetros de longitud.

## Distribución
Se distribuye por Antigua y Barbuda, Aruba, Bahamas, Costa Rica, Cuba, Curazao, Estados Unidos, Guatemala, Guadalupe, Haití, Honduras, Jamaica, México, Nicaragua, Puerto Rico y República Dominicana.